# Robin Wood (association)
 (septembre 2013).
Si vous disposez d'ouvrages ou d'articles de référence ou si vous connaissez des sites web de qualité traitant du thème abordé ici, merci de compléter l'article en donnant les références utiles à sa vérifiabilité et en les liant à la section « Notes et références ».

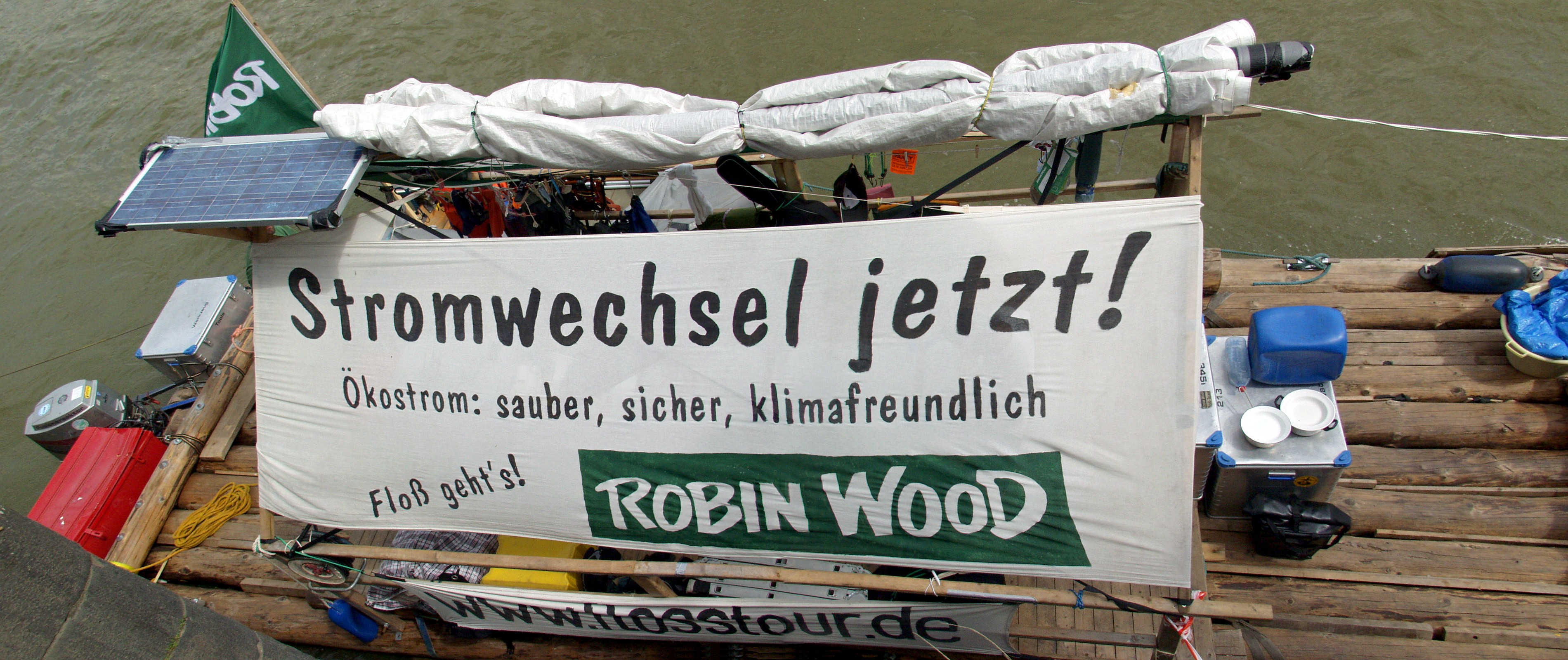
Radeau de Robin Wood à Cologne (2007)

L'association Robin Wood a été créée en 1982 à Brême (Allemagne) par une douzaine d'activistes écologistes. Le nom est dérivé du célèbre Robin des Bois. L'association compte environ 2 300 adhérents en Allemagne et est active dans 10 villes différentes à travers ses groupes régionaux.
L'association Robin Wood mène des actions non violentes, telles que l'enchaînement et l'occupation de sites industriels, pour amener les plus graves problèmes à la connaissance du public.
Le travail de l'association a débuté avec la préoccupation concernant les pluies acides. Avec le temps, de nouveaux thèmes sont apparus tels que la déforestation, l'énergie (par exemple le nucléaire), la politique des transports, le papier, etc.
Attention : ne pas confondre avec l'association française Robin des Bois.

## Site officiel
- (de) robinwood.de